# Gmina Obrowo
Gmina Obrowo es una gmina rural (distrito administrativo) ubicado en el condado de Toruń, Voivodato de Cuyavia y Pomerania, en el centro-norte de Polonia. Su asiento es el pueblo de Obrowo, que se encuentra a unos 19 kilómetros al este de Toruń.
La gmina cubre un área de 161,97 kilómetros cuadrados (62,5 mi²), y a partir de 2006 su población total es de 10.010 habitantes.

## Pueblos
Gmina Obrowo abarca las villas y asentamientos de  Bartoszewo, Brzozówka, Dobrzejewice, Dzikowo, Głogowo, Kawęczyn, Kazimierzewo, Kuźniki, Łążyn, Łążynek, Łęk-Osiek, Obory, Obrowo, Osiek, Sąsieczno, Silno, Skrzypkowo, Smogorzewiec, Stajenczynki, Szembekowo, Zawały, Zębówiec y Zębowo.

## Gminas vecinas
Gmina Obrowo limita con la ciudad de Ciechocinek y con las gminas de Aleksandrów Kujawski, Ciechocin, Czernikowo, Lubicz y Wielka Nieszawka .